# Calle Joaquín Turina
A Calle Joaquín Turina egy  főút Madridban, mely a Ricardos főutat a La Fortuna negyed irányába vezető úttal köti össze. Névadója egy Sevillában született zeneszerző.

## Neve
Az ifjabb Joaquín Turina, teljes nevén Joaquín Turina Pérez. Művészcsaládból származott.
Az apa, Joaquín Turina y Areal festő volt. Az út e rövid néven így tulajdonképpen apára és fiára egyformán vonatkozik (megjegyzendő azonban, hogy a nevet, e rövid változatban általában a fiúra értik).

## Szerepe
A Calle Joaquín Turina Madridban, Carabanchel szívében van. Ott ahol az nyugat felé az Aviación út illetve a Felső-Carabanchel út indul.
Ez egy átkötő út. Legfőbb jelentősége, hogy összeköti a város szívéből érkező, főleg Ricardos nevű főutat a La Fortuna negyed, illetve azáltal Alcorcón felé vezető főúttal. Itt található a ChiquiTin iskola bejárata is, illetve a Colegio Amorós.

## Lásd még
- Calle General Ricardos